# Кен Ґласс
Кен Ґласс (англ. Ken Glass, 24 липня 1913 — 17 січня 1961) — канадський яхтсмен.
Бронзовий призер Олімпійських Ігор 1932 року в класі 6 метрів.